# Polat Kemboi Arıkan
Polat Kemboi Arıkan (Kenia, 12 de diciembre de 1990) es un atleta turco de origen keniano, especialista en la prueba de 10000 m en la que llegó a ser campeón europeo en 2016.

## Carrera deportiva
En el Campeonato Europeo de Atletismo de 2012 ganó la medalla de bronce en los 5000 metros, llegando a meta tras el británico Mo Farah y el alemán Arne Gabius (plata). Y además ganó la medalla de oro en los 10000 metros, con un tiempo de 28:22.27 segundos, llegando a meta por delante del italiano Daniele Meucci y del ruso Yevgeniy Rybakov (bronce).
Cuatro años después, en el Campeonato Europeo de Atletismo de 2016 ganó la medalla de oro en los 10000 metros, con un tiempo de 28:18.52 segundos, llegando a meta por delante de su compatriota Ali Kaya y del español Antonio Abadía (bronce con 28:26 segundos).
En los Juegos olímpicos de 2016, Arikan se clasifica 13º en los 10000 metros con un tiempo de 27:35.50 segundos.